# Lac de Galitch
Le lac de Galitch (russe : Галичское озеро; Galitchskoïe ozero) est un lac d'eau douce situé en Russie européenne dans la partie Nord de l'oblast de Kostroma. Il doit son nom à la ville de Galitch qui s'étend sur sa rive Sud. Il est à 100 mètres d'altitude, s'étend sur 17 km d'est en ouest sur 75,4 km2. Sa profondeur limoneuse est de plus de 5 mètres et ses bords sont marécageux.
Ce lac est réputé comme poissonneux. La rivière Vyoksa y prend sa source. 